# Helcia sanguinolenta
Helcia sanguinolenta Lindl. 1845, es una especie de orquídea epifita perteneciente a la subfamilia Epidendroideae dentro de la familia de las orquidáceas.

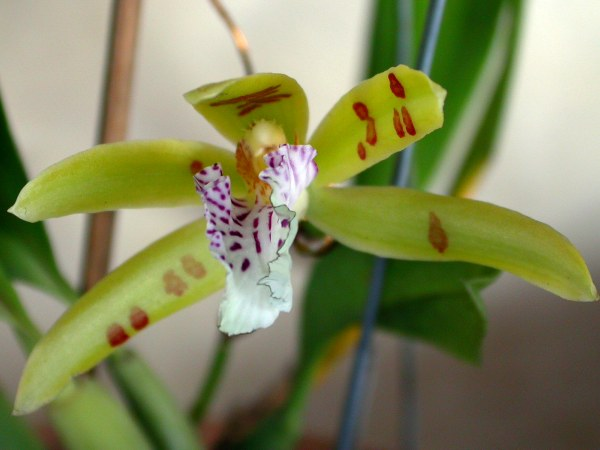

## Distribución
Esta especie se encuentra en Ecuador, Perú y Colombia en elevaciones de 600 a 3000 m s. n. m., donde crece en bosques montanos y que necesita temperaturas de noche frías, en el verano en la sombra con alta humedad y abundante agua mientras crece y un descanso de 3 a 4 semanas  después de florecer a fin de preparar el nuevo crecimiento.

## Descripción
Es una especie herbácea de pequeño a mediano tamaño, que prefiere clima fresco a caliente, epífita con tres pseudobulbos  ovoides, alargados, parcialmente envueltos por vainas en la base  que son cuidadosamente embalados en un rizoma. Tienen una única hoja, alargada, elíptica, coriácea de 10 a 20 cm de largo, peciolada que tiene un margen  ondulado. Las numerosas flores fragantes, de larga duración, que de manera sucesiva se producen en una inflorescencia arqueada y colgante  de 9 cm de largo con la apertura de una sola flor que emerge de un maduro pseudobulbo y aparecen en el invierno y la primavera.

## Nombre común
- Castellano: La Helcia de sangre
- Inglés:  The Blood-Stained Helcia

## Sinonimia
- Trichopilia sanguinolenta Lindl. Rchb.f. 1874[1]